# South Bedfordshire
South Bedfordshire este un district ne-metropolitan situat în Regatul Unit, în comitatul Bedfordshire din regiunea East, Anglia.

## Orașe din district
- Dunstable
- Leighton Buzzard